# Шамшур, Олег Владиславович
Олег Владиславович Шамшур (укр. Олег Владиславович Шамшур; род. 6 июля 1956, Киев) — украинский дипломат, Чрезвычайный и Полномочный посол Украины в США и в Антигуа и Барбуде (2005—2010). Чрезвычайный и Полномочный Посол Украины во Франции (2014—2020). Постоянный представитель Украины при ЮНЕСКО (2014—2020).

## Биография
Родился 6 июля 1956 года в Киеве.
В 1978 году окончил факультет международных отношений Киевского национального университета имени Тараса Шевченко.
Аспирантура Института социальных и экономических проблем зарубежных стран АН Украины (1981). Кандидат экономических наук (1982).
С 1981 по 1993 год — работал в Институте социальных и экономических проблем иностранных стран НАН Украины.
С 1993 года читает лекции в Лондонском Университетском колледже.
В 1993—1996 годах — секретарь, советник Полномочного Представительства Украины при отделении ООН и других международных организаций в Женеве.
С 12 декабря 1996 по 17 августа 1998 года — заместитель руководителя Государственного комитета по вопросам национальностей и миграции Украины, член Президентской комиссии по вопросам гражданства.
С 1998 по 2003 год — советник посланник Посольство Украины в странах Бенилюкса.
С октября 2003 по февраль 2004 года — руководитель в Европейского отдела МИД Украины.
С 3 февраля 2004 по 27 декабря 2005 года — заместитель министра иностранных дел Украины.
С 19 декабря 2005 по 12 мая 2010 года — Чрезвычайный и Полномочный Посол Украины в США.
С 30 марта 2006 по 12 мая 2010 года — Чрезвычайный и Полномочный Посол Украины в Антигуа и Барбуде по совместительству.
С 13 октября 2014 по 11 июня 2020 года — Чрезвычайный и Полномочный Посол Украины во Франции.
С 29 ноября 2014 по 11 июня 2020 года — представитель Украины при ЮНЕСКО (по совместительству).

## Знание языков
Владеет английским, русским и французским языками.